# Lima Challenger 2000
Il Lima Challenger 2000 è stato un torneo di tennis facente parte della categoria ATP Challenger Series nell'ambito dell'ATP Challenger Series 2000. Il torneo si è giocato a Lima in Perù dal 16 al 22 ottobre 2000 su campi in terra rossa.

## Vincitori

### Singolare
Guillermo Coria ha battuto in finale  Juan Antonio Marín con il punteggio di 6–0, 7–6(7).

### Doppio
Gastón Etlis /  Martín Rodríguez hanno battuto in finale  Juan Ignacio Chela /  Luis Horna che si sono ritirati sul punteggio di 6–2, 5–2.